# Храмы Благовещенска

Храмы Благовещенска — культовые сооружения в городе Благовещенске Амурской области. После вхождения Амурской области в состав Камчатской епархии (середина XIX века) Благовещенск стал центром духовной жизни Дальнего Востока. Перед Октябрьской революцией в городе насчитывалось двенадцать христианских отдельно построенных храмов, а вместе с домовыми церквями — более двадцати.

## Собор Благовещения Пресвятой Богородицы (старый)

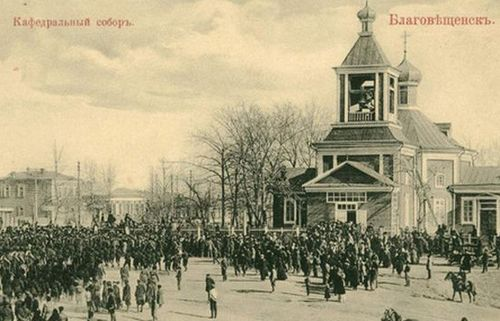
Благовещенский собор (старый)

В 1858 году архиепископ Иннокентий (Вениаминов) перенёс епископскую кафедру в станицу Усть-Зейскую, позже по инициативе святителя переименованную в станицу Благовещенскую, а затем — царским указом в город Благовещенск. По проекту Иннокентия и при его непосредственном участии, на рёлке — возвышенном месте, 9 мая 1858 года был заложен на каменном фундаменте деревянный кафедральный собор в честь Благовещения Пресвятой Богородицы (освящён в 1864 году). До 1864 года кафедральным собором служила Свято-Никольская церковь, построенная казаками в 1857 году. В 1924 году Благовещенский собор сгорел.

## ДействующийСобор Благовещения Пресвятой Богородицы (новый)
50°15′42″ с. ш. 127°30′50″ в. д.; пер. Рёлочный, 15
Строительство собора началось в 1997 году на том месте, где в 1857 году был построен первый деревянный Свято-Никольский храм — на «рёлке», который частично сохранился до 1980 года (без купола и колокольни) и кирпичная церковь Покрова Пресвятой Богородицы (снесена в 1930-е). На месте строительства были произведены археологические раскопки. Были найдены захоронения четырёх человек — первого священника Амурской области протоиерея Александра Сизого, военного доктора Михаила Давыдова и неизвестных мужчины и женщины. Их останки перезахоронили у апсиды новопостроенного храма в 2002 году. На обнаруженном старом кирпичном фундаменте — основании флагштока установили стальную мачту с российским флагом — в память о государственном флаге Российской империи, установленном генерал-губернатором Восточной Сибири Н. Н. Муравьёвым и архиепископом Камчатским, Курильским и Алеутским Иннокентием (Вениаминовым) в честь присоединения Дальнего Востока к Российскому государству. Собор был освящён 8 июня 2003 года. Архитектурный стиль храма повторил облик старинной каменной Покровской церкви Благовещенска, построенной в 1879 году (разрушена после революции). В октябре сюда перенесли главную амурскую святыню — чудотворную Албазинскую икону Божией Матери.
С 2023 года собор находится на территории выявленного объекта культурного наследия «Достопримечательное место Переулок Рёлочный» — зоны ценной исторической и современной застроек на участке между улицами Комсомольская и Мухина.

## Церковь Покрова Пресвятой Богородицы
50°15′40″ с. ш. 127°30′52″ в. д.

Покровская церковь в Благовещенске. Фото начала XX в.

Первый каменный православный храм во имя Покрова Божией Матери с двумя приделами: в честь святителя Николая Чудотворца и святителя Иннокентия Иркутского, появился в городе в 1879 году (по другим данным в 1883). В 1930-е годы храм был разобран для строительных нужд города. В 1997 году, в год 200-летия со дня рождения Святителя Иннокентия, на месте нахождения Покровского храма началось строительство нового кафедрального собора в честь Благовещения Пресвятой Богородицы, который был построен по образцу этой Покровской церкви.

## ДействующаяЦерковь Гавриила Архангела
50°16′00″ с. ш. 127°32′06″ в. д.; ул. Горького, 133
В 1903 году католической общиной города был построен Преображенский костёл — кирпичный однонефный храм в стиле неоготики. В 1912 к нему пристроили колокольню под шпилем. В 1932 костёл закрыли.
В 1946 году в Благовещенске был открыт православный приход Благовещения Божией Матери. К этому времени в городе не сохранилось ни одного полностью уцелевшего православного храма. Приходу передали здание бывшего Преображенского католического костёла (построенного в 1903 году) и в 1947 здесь был утверждён православный Благовещенский приход. Бывший католический костёл нарекли церковью Гавриила Архангела. С 1990 по 2003 год (до постройки в 2003 году нового собора Благовещения Пресвятой Богородицы) церковь Гавриила Архангела являлась кафедральным Благовещенским собором. 7 мая 2003 года на базе Благовещенского прихода был образован мужской монастырь во имя архистратига Гавриила и прочих Небесных Сил бесплотных, учреждённый решением Священного Синода Русской Православной Церкви. С 2013 года находится в подворье Троицкого монастыря (село Троицкое Ивановского района Амурской области).

## Домовая церковь при Алексеевской женской гимназии
50°16′02″ с. ш. 127°31′41″ в. д.; ул. Горького, 153 (Бывшая Иркутская)

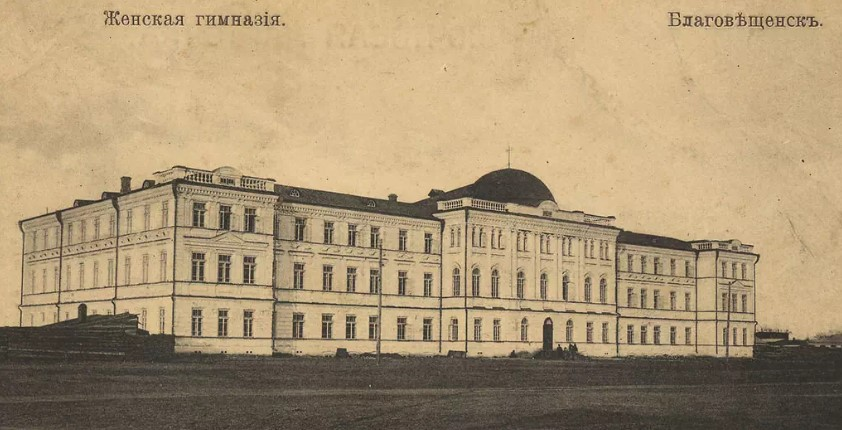
Домовая церковь при Алексеевской женской гимназии. Фото 1911 г.

После посещения Благовещенска в 1873 году великим князем Алексеем Александровичем, в его честь в 1874 году была открыта женская гимназия. Позднее, в 1890 году, гимназию перевели в новое деревянное здание, где в 1895 на втором этаже была устроена домовая церковь, выделенная главкой — купольным покрытием. В 1910 году для гимназии по проекту архитекторов Э. И. Шеффера и А. Р. Станкевича построили новое кирпичное здание, с домовой церковью на втором этаже, которая была приписана к Благовещенскому собору. После революции церковь закрыли. В честь какого святого или праздника был освящён храм неизвестно. Ныне здание бывшей гимназии занимает средняя школа № 4 им. М. Калинина (переименована в 2017 в «Алексеевскую гимназию Благовещенска»). Домовая церковь располагалась в помещении, где сегодня находится один из спортивных залов школы.

## Домовая церковь при частной женской гимназии
50°15′33″ с. ш. 127°31′22″ в. д.

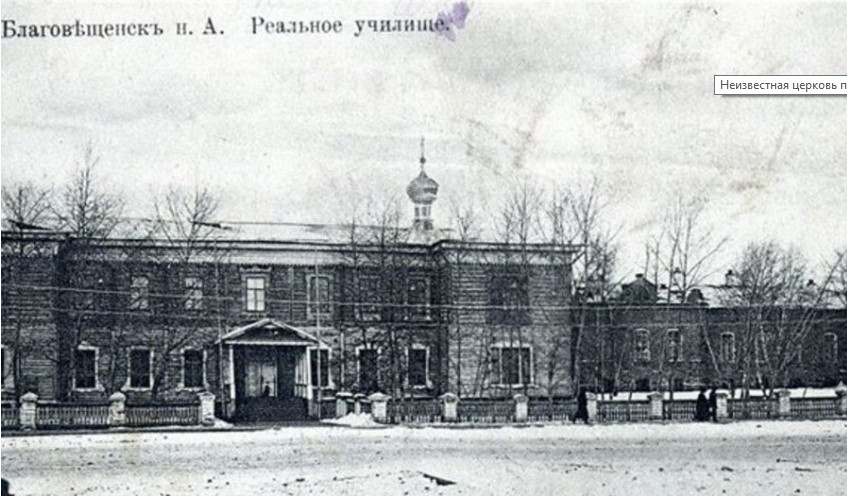
Домовая церковь при частной женской гимназии. Фото 1901 г.

После переезда Алексеевской женской гимназии в 1910 году в новое здание, в старое деревянное было переведено реальное училище. В 1912 году реальное училище переехало на новое место, а здание передали частной женской гимназии, основанной купцом С. Поповым, на втором этаже которой вновь устроили домовую церковь, внешне выделенную главкой. В честь какого святого или праздника был освящён храм неизвестно. Ныне (2018) на месте гимназии разбит сквер перед областным Домом народного творчества (бывшим Домом офицеров).

## Домовая церковь при мужской гимназии
50°15′24″ с. ш. 127°32′27″ в. д.; ул. Ленина, 104 (бывшая Большая)

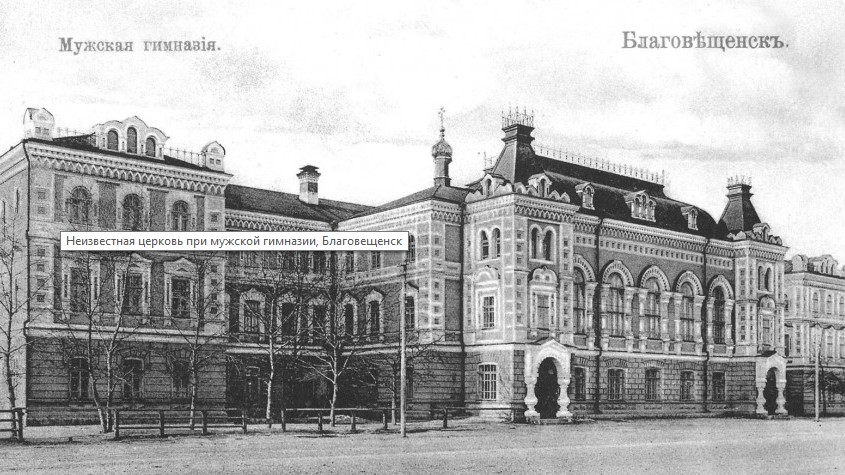
Домовая церковь при мужской гимназии. Фото 1917 г.

Новое здание мужской гимназии было построено в 1912 году по проекту архитектора Э. И. Шеффера. В гимназии была устроена домовая церковь, внешне выделенная главкой; освящена в 1912 году, после революции закрыта, не сохранилась. В честь какого святого или праздника был освящён храм неизвестно. Ныне бывшая гимназия — один из корпусов Благовещенского государственного педагогического университета.

## ДействующаяЦерковь мучениц Веры, Надежды, Любови и матери их Софии
50°17′07″ с. ш. 127°32′39″ в. д.; ул. Тополиная, 80
В 2012 году заброшенное деревянное здание клуба железнодорожников, построенное в 1950-е годы в районе железнодорожного вокзала, было передано Благовещенской епархии. Бывший клуб перестроили в православный храм по образцу утраченной Михаило-Архангельской церкви. Храм посвятили святым мученицам II века — Вере, Надежде, Любови и их матери Софии. Первый этап реконструкции здания и ремонт во внутренних помещениях завершили в январе 2013 года. Храм мучениц Веры, Надежды, Любови и матери их Софии является подворьем Среднебельского Богородичного женского монастыря (село Среднебелая Ивановского района Амурской области).

## ДействующаяЦерковь иконы Божией Матери «Всех скорбящих Радость»
50°15′57″ с. ш. 127°33′45″ в. д.; ул. Красноармейская, 51, стр. 2
Пятиглавый храм в честь иконы «Всех скорбящих Радость» был заложен в 1904 и освящён в 1907 году. Это была домовая церковь при епархиальном женском училище. После Октябрьской революции в здании епархиального женского училища располагалась морская база, затем отдел народного образования и педагогические курсы. Ныне (2018) это основной корпус Педагогического училища № 1, а в помещении домового храма в течение почти 90 лет располагался актовый зал. В 2011 году храм в честь иконы «Всех скорбящих Радость» стал действующим православным храмом. Была восстановлена храмовая колокольня. 4 ноября 2013 года епископ Благовещенский и Тындинский Лукиан освятил возрождённую церковь.

## Другие храмы
В 1872 году по проекту первого архитектора Амурской области Степана Крыгина на территории Вознесенского кладбища построили деревянную церковь во имя Второго пришествия Господа и Страшного суда. В 1880-е годы рядом была построена каменная часовня. В честь какого святого или праздника была освящена часовня неизвестно.
В 1895 году на пересечении нынешних улиц Горького, Чайковского и Красноармейской была построена деревянная церковь во имя Святого архистратига Михаила и прочих бесплотных сил небесных. В ней разместилась первая в Благовещенске церковно-приходская школа, основанная в 1892 году. В 1899 году школа переехала в отдельное помещение. Год и причины утраты храма не установлены.
В 1896 году на пересечении нынешних улиц Красноармейской и Комсомольской была построена вторая в городе каменная церковь — Градо-Благовещенская кладбищенская Вознесенская. Строительство велось на средства городского бюджета и прихожан. Утрачена в 1930-е годы.
В 1896 году благовещенский купец Семён Шадрин начал строительство Собора Животворящей Троицы (освящён в 1902 году; в народе его называли «Шадринским Собором»). Был утрачен в 1930-е годы.
50°15′43″ с. ш. 127°30′48″ в. д.; пер. Рёлочный, 15/1. В январе 2010 года, рядом с новым кафедральным собором во имя Благовещения Пресвятой Богородицы, закончили строительство и освятили вновь отстроенную Свято-Никольскую церковь в честь того самого деревянного «Свято-Никольского храма — первого дома Благовещенска» 1857 года постройки.

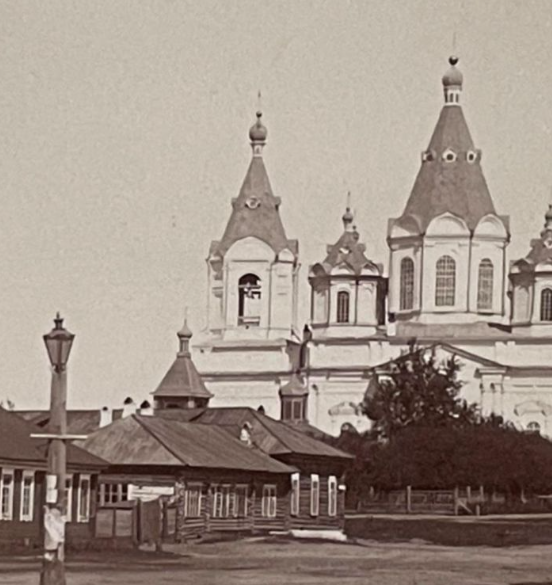
Каменная Покровская церковь и перед ней Свято-Никольский храм
Неизвестная часовня на Вознесенском кладбище
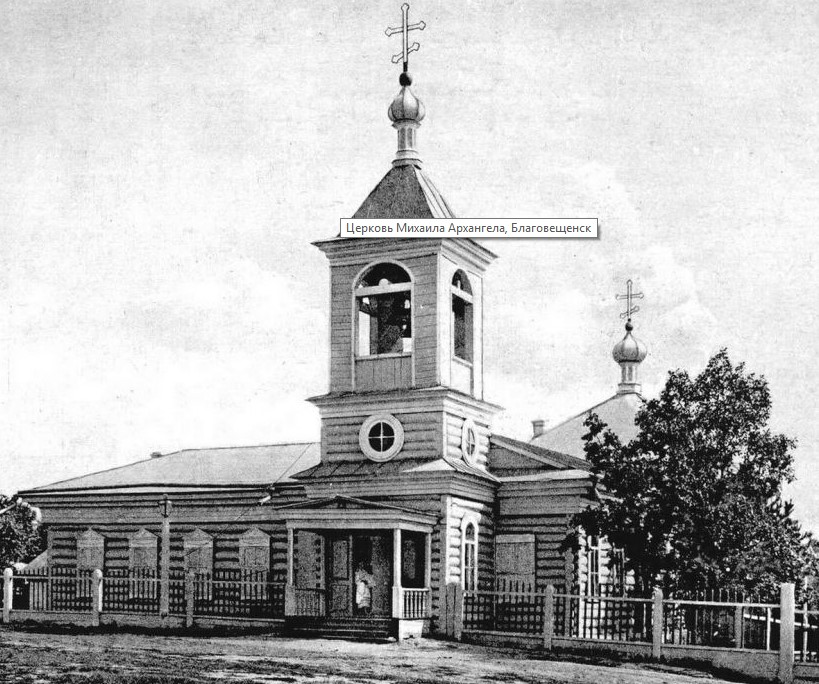
Деревянная Михаило-Архангельская церковь
Вознесенская церковь
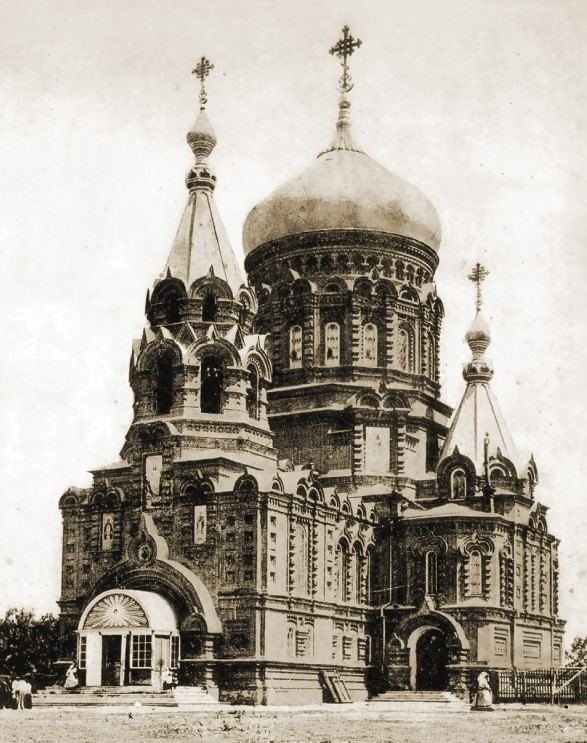
Собор Животворящей Троицы